# Élodie Lélu
Élodie Lélu, née à Rennes le 21 mars 1982 et morte le 13 août 2024 en Belgique, est une scénariste et réalisatrice franco-belge.

## Biographie
Après des études d'histoire de l'art, elle rejoint l'Institut national supérieur des arts du spectacle et des techniques de diffusion. Elle travaille avec Théo Angelopoulos, l'accompagne notamment sur son dernier tournage et lui consacre, après sa disparition en 2012, un film documentaire,.
Elle est sélectionnée en 2012 à la résidence d'écriture du Groupe Ouest et y développe Colocs de choc.
En 2021, elle réalise Match, mini-série humoristique, qui la mène à son premier long-métrage, Rétro Thérapy, avec Fantine Hardouin, Hélène Vincent et Olivier Gourmet.
Féministe, elle consacre une bonne partie de ses travaux au corps et à la médecine, avec un regard personnel, voire autobiographique.
Elle meurt le 13 août 2024. L'actrice Émilie Dequenne rend hommage à sa « compagne de combat »,.

## Filmographie

### Courts et moyens métrages
- 2005 : Vénus Khoury-Ghata, poète franco-libanaise : Une poésie française aux saveurs de l'Orient.
- 2008 : Adonis, poète franco-libanais : : La poésie comme projet ouvert.
- 2008 : Theo Angelopoulos, réalisateur grec : Le voyage intérieur.
- 2010 : En suivant Romain.
- 2012 : BXLx24.
- 2012 : Leçons de conduite.
- 2021 : Match[9],[10].

### Longs métrages
- 2019 : Lettre à Théo.

- 2024 : Colocs de choc (Rétro therapy)[11],[12].
- 2024 : Le rève des cigognes[13].

## Publications
- Élodie Lélu, Journal de bord d'un tournage inachevé : Le dernier film de Théo Angelopoulos, Art 3 Galerie, 2017, 228 p. (ISBN 978-2909417240).